# 基瓦伊島
08°33′00″S 143°25′0″E / 8.55000°S 143.41667°E

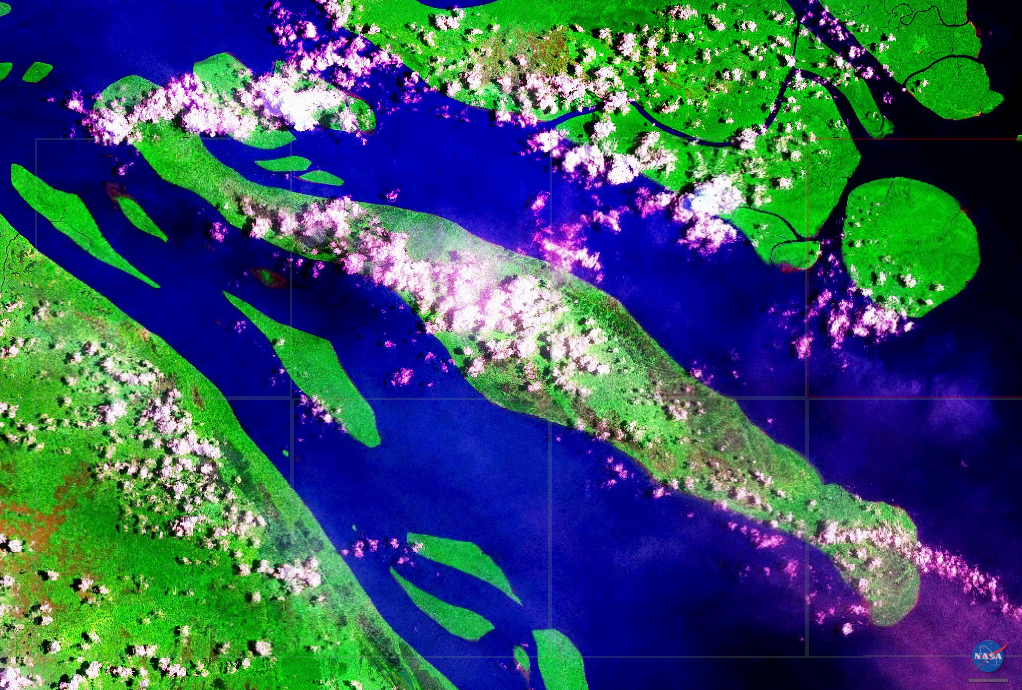

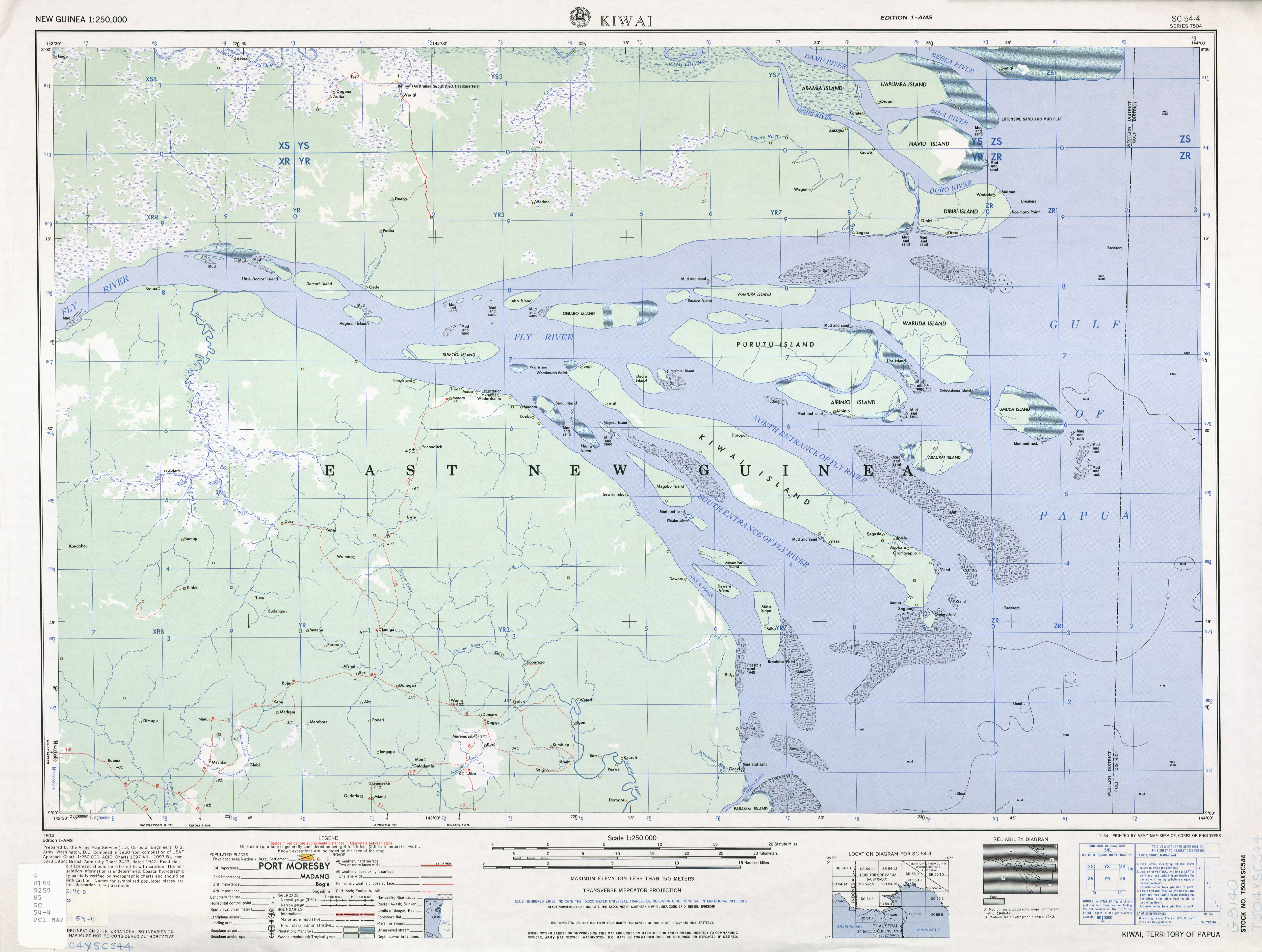

基瓦伊島是巴布亞新畿內亞的島嶼，長59公里、寬9公里，面積359平方公里，最高點海拔高度9米，主要經濟活動有農業和狩獵，農產品有椰子樹、麵包樹、香蕉、甘蔗、西谷椰子等，人口約4,500。